# Municipio de Aguas Corrientes
El Municipio de Aguas Corrientes es uno de los municipios del departamento de Canelones, Uruguay. Tiene como sede la localidad homónima.

## Ubicación
El municipio se encuentra localizado en la zona noroeste del departamento de Canelones, junto al río Santa Lucía. Limita al norte con el municipio de Santa Lucía, al este con el municipio de Canelones, al sur con el de Los Cerrillos, y al oeste con el departamento de San José.

## Características

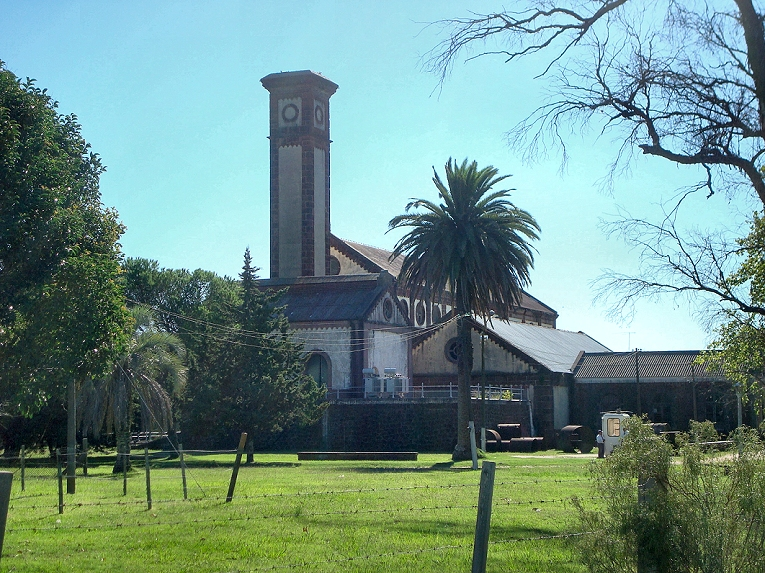
Antigua planta potabilizadora de Aguas Corrientes, Canelones, Uruguay.

El municipio fue creado por Ley Nº 18.653 del 15 de marzo de 2010, y forma parte del departamento de Canelones. Su territorio comprende al distrito electoral CCB de ese departamento. 
Se trata de una zona cuyas principales actividades económicas son la lechería y la hortofruticultura.
Según la intendencia de Canelones, el municipio cuenta con una población de 2180 habitantes, representando el 0.4% de la población total del departamento. La mitad de dicha población corresponde a habitantes afincados en el medio rural.
Su superficie es de 51 km².
La única localidad que forma parte de este municipio es la localidad de Aguas Corrientes.

## Autoridades
La autoridad del municipio es el Concejo Municipal, compuesto por el Alcalde y cuatro Concejales.
Alcaldes según período:
| Nº | Alcalde                  | Partido             | Inicio del mandato      | Fin del mandato         | Observaciones     | Concejales                                                                        |
| -- | ------------------------ | ------------------- | ----------------------- | ----------------------- | ----------------- | --------------------------------------------------------------------------------- |
| 1  | Álvaro Alfonso           | Partido Nacional PN | 9 de julio de 2010      | julio de 2015           | Alcalde elegido   |                                                                                   |
| 2  | Álvaro Alfonso           | Partido Nacional PN | julio de 2015           | 7 de septiembre de 2020 | Alcalde reelegido | Carlos Fulco (PN) Alesandra Roquero (PN) Daniel Álvarez (PC) Marcelo Delgado (FA) |
| 3  | Marcelo Fernando Delgado | Frente Amplio FA    | 8 de septiembre de 2020 | julio de 2025           | Alcalde elegido   | Rossana Quiñones (FA) Daniel Nieves (FA) Amado Torino (PN) Fabian Barreto (PN)    |